# Maulana Karenga
Maulana Ndabezitha Karenga (* 14. Juli 1941 in Parsonsburg, Maryland als Ronald McKinley Everett) ist ein US-amerikanischer Professor für Africana Studies, Aktivist und Autor. Er führte in den Vereinigten Staaten das panafrikanische Erntefest Kwanzaa ein. Karenga war ein bedeutender Protagonist der Black-Power-Bewegung in den 1960er und 1970er Jahren. Mit Hakim Jamal gründete er Organisationen für Soziale Gleichberechtigung im Sinne des Schwarzen Nationalismus.

## Leben
Maulana Karenga wurde in Maryland als vierzehntes Kind und siebter Sohn geboren. Sein Vater, Levi Everett, war Baptistenprediger. Karenga studierte am Los Angeles City College und der University of California, Los Angeles. Während seines Studiums wurde er politisiert und engagierte sich in Congress of Racial Equality. Im Alter von 20 Jahren nahm er den afrikanischen Namen Maulana Ndabezitha Karenga an, was so viel wie „Master Teacher“ bedeutet. Er gründete gemeinsam mit Hakim Jamal die schwarz-nationalistische Organisation US Organization, die mit der Black Panther Party konkurrierte und sich mit dieser gewalttätige Auseinandersetzungen lieferte. 1971 wurde Karenga wegen schwerer Körperverletzung und Freiheitsberaubung Freiheitsstrafe verurteilt. Er hatte gemeinsam mit drei Anhängern zwei weibliche Mitglieder der US Organization, die er des Verrats verdächtigte, verschleppt und gefoltert. Er saß im California Men’s Colony ein, bis seine Reststrafe 1975 zur Bewährung ausgesetzt wurde. Ein Jahr nach seiner Entlassung wurde er promoviert und begann seine akademische Karriere.
Heute ist er Professor und Lehrstuhlinhaber für Africana Studies an der California State University, Long Beach.